# Кістані
Кістані (груз. კისტანი) — село в Грузії.
За даними перепису населення 2014 року в селі проживає 1 особа.